# Hemileuca maia
Hemileuca maia är en fjärilsart som beskrevs av Dru Drury 1773. Hemileuca maia ingår i släktet Hemileuca och familjen påfågelsspinnare. Inga underarter finns listade i Catalogue of Life.

## Bildgalleri

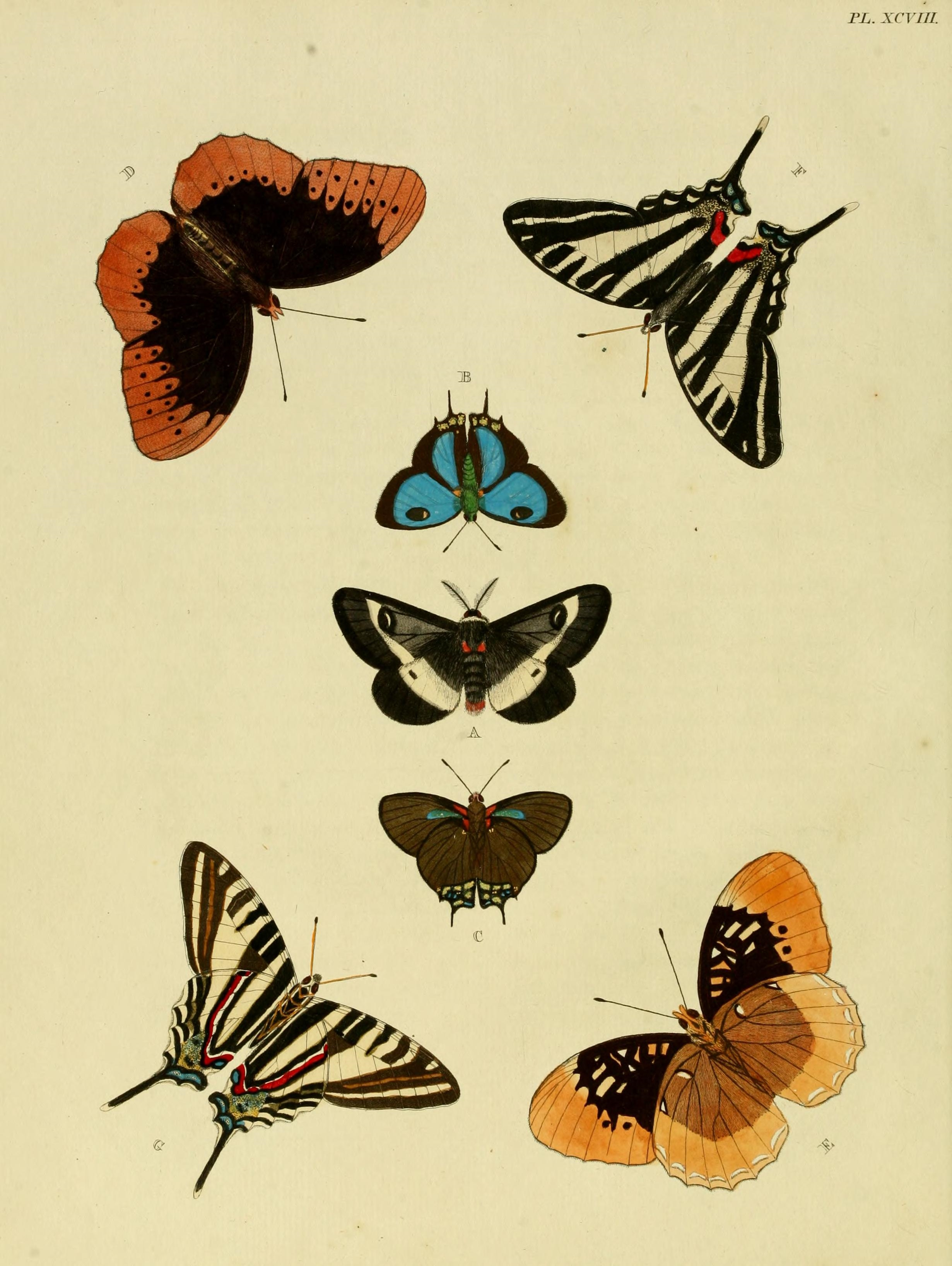
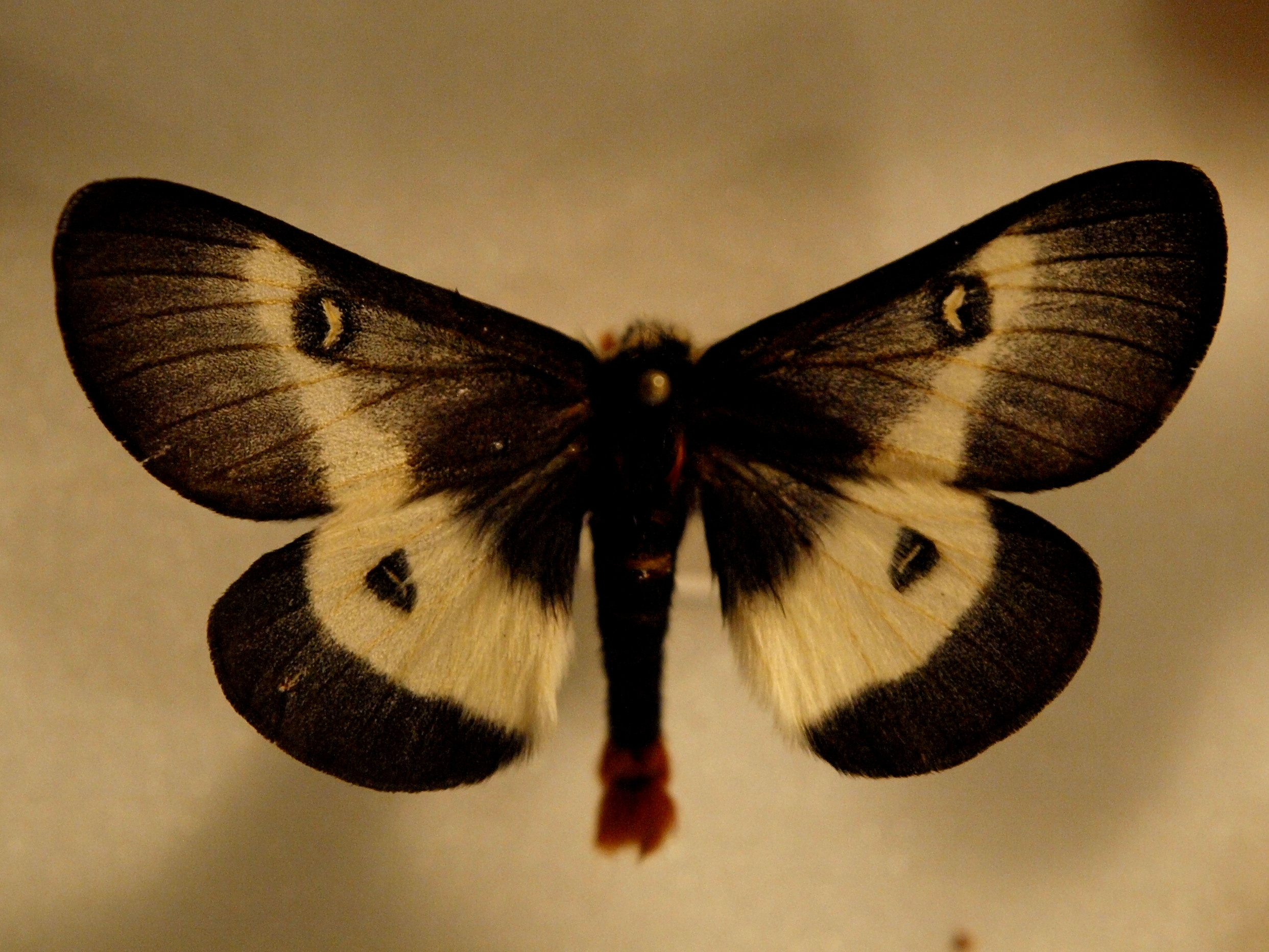